# Churriana
Churriana és un dels onze districtes en què és dividida la ciutat de Màlaga a Espanya.
Es troba a aproximadament 10 km del centre de la mateixa i presa el seu nom del barri homònim, centre del districte. Té una història de més de 2000 anys, ja que abans de dir-se Churriana, els fenicis la cridaven Siryana.
El districte es troba en l'últim tram del riu Guadalhorce, a la zona sud-occidental del municipi de Màlaga. Limita al nord amb els districtes de Campanillas (nord-oest) i Cruz de Humilladero (nord-est); a l'est, amb el districte Carretera de Cádiz i el mar Mediterrani; al sud-oest, amb el terme municipal de Torremolinos; i a l'oest amb el terme municipal de Alhaurín de la Torre.

## Clima

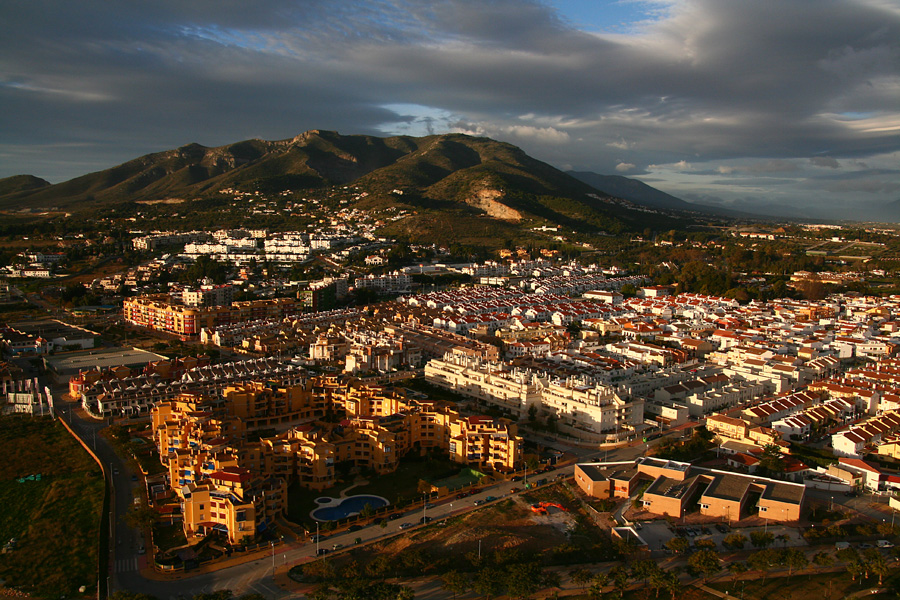
Churriana a vista de Pablo Ruiz.

El clima de Churriana és un microclima a causa de les rodalies del mar i de la muntanya. Té una temperatura mitjana anual de 18 graus sent la més benigna de la península a causa d'aquestes condicions especials. A l'estiu les temperatures ronden els 30 graus però quan arriba la terral es poden superar els 40 graus. A l'hivern sol haver una temperatura de 12 graus de mitjana. Quant a precipitació cauen uns 500 mm anualment, especialment en: hivern, tardor i primavera. A causa de tenir temperatures tan altes es produeixen sovint pluges torrencials, tenint el rècord de Màlaga amb 400 mm en amb prou feines 3 hores, per no dir que a la fí d'estiu se solen tenir tempestes de gran potència, denominades supercélulas, que poden deixar vents de 150 km/h, i precipitacions de 300 mm amb gran aparell elèctric. A l'any es té unes 3000 hores de sol.

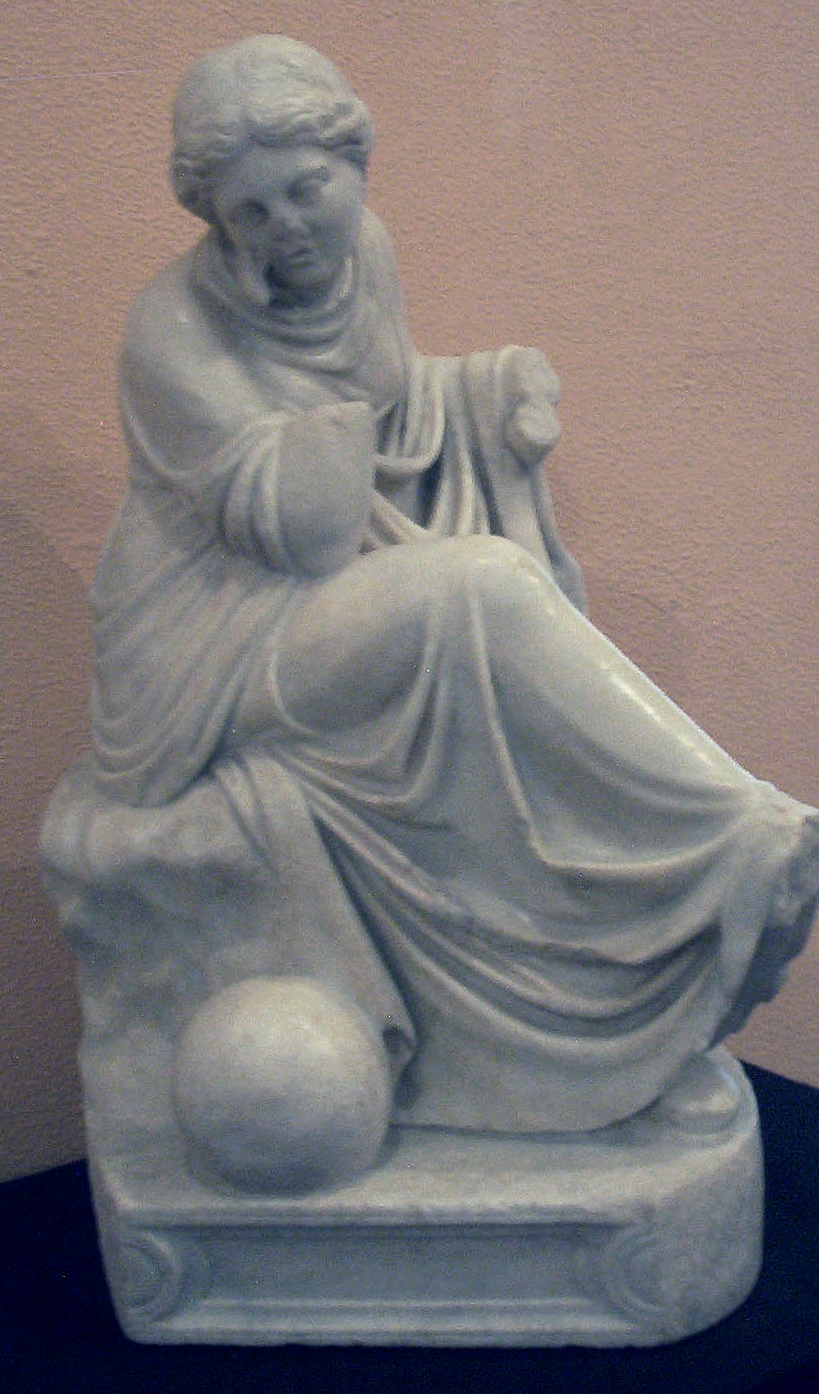
Estàtua romana de Urania, trobada en la finca de la Tosca, en Churriana.

## Història
Dins dels límits del districte es troben les restes arqueològiques fenícies més importants de Màlaga que són coneguts com Cerro del Villar, en la desembocadura del Guadalhorce.
Durant el període romà van existir assentaments en la Font del Rei, darrere de l'Antiga Casa Caserna de la Guàrdia Civil. Des d'aquest lloc els antics romans van canalitzar l'aigua d'aquesta deu fins a Màlaga, fins que al segle xviii, l'aqüeducte de Sant Telmo va fer que la Font del Rei quedés en desús. S'han realitzat importants troballes arqueològiques del període romà com l'"estàtua de la Deessa Urania", que va romandre llarg temps en el Museu Loringiano i que avui forma part dels fons del Museu Arqueològic Provincial de Màlaga o el denominat "Got Canopo", descobert a la zona dels Paseros.
En el nucli antic existeixen eremitoris en els quals els cristians es van refugiar durant la invasió àrab d'Hispània. Alguns d'ells es poden trobar al Carrer Maestro Vert.
En la història moderna de Churriana mereix esment la Guerra de la Independència espanyola enfront de les tropes napoleòniques, ja que el sacerdot Antonio Muñoz, també conegut com "El capellà de Riogordo", va fer front als francesos.
El 27 d'octubre de 1905, Churriana va entrar a formar part oficialment de la ciutat de Màlaga. Durant el segle xx, destacats escriptors com l'erudit sobre temes bascos Juliol Car Baroja, Gerald Brenan o Ernest Hemingway van residir o van passar perllongades estades en Churriana.

## Edificis i llocs notables
Un dels escassos trams de platja verge de la Costa del Sol Occidental es troba en el litoral d'aquest districte. És en aquest litoral on s'enclava el Paratge Natural Desembocadura del Guadalhorce, on es troba el jaciment arqueològic fenici del Turó del Villar.
Així mateix en aquest districte es troba el major centre d'oci de Màlaga, Plaza Mayor, i confrontant a ell, el Centre Comercial Ikea de Màlaga i Worten (formant el complex Badia Blava), i l'Aeroport de Màlaga-Costa del Sol, el tercer aeroport peninsular per nombre de viatgers.
A més, recentment s'ha reobert en la Finca del Retiro el parc històric-ornitològic anomenat Senda. També és possible visitar un mirador amb una bonica vista de l'aeroport de Màlaga.

### Monuments
- Església de Sant Antonio Abad (patró de Churriana).
- Finca el Retir.
- Finca de la Cónsula.
- Finca La Tosca.
- Plaza de la Higuereta (higuereta prové de figuereta).
- Casa de Gerald Brenan.
- Mirador de l'aeroport.

## Turisme, cultura i esports
Churriana consta d'una esplèndida Serra convertida en un vedat de caça on abundaven diferents espècies d'animals i amb el Parador Màlaga Golf, al costat de la platja on limita Màlaga amb Torremolinos d'una banda, i amb Guadalmar per un altre. A més compta amb un recinte tancat en la Serra proveït de barbacoes i taules de pedra disponible per a tots els habitants.
Churriana ha estat un lloc de pas nombroses cultures antigues, fenicis, romans i àrabs, per aquesta raó en la desembocadura del riu Guadalhorce es troba el jaciment fenici del Turó del Villar, un dels assentaments més antics coneguts en el Mediterrani espanyol, així com la seva església rupestre del segle VII situada a "el castillo".

### Festes
- Cavalcada dels Reis Mags, el 5 de gener.
- Al gener hi són les festes patronals de San Antonio Abad.
- El Divendres de Dolors es treuen pels carrers del districte les imatges del Nostre Pare Jesús del Paso i la Nostra Senyora dels Dolors.
- Al maig, les festes populars de San Isidro Labrador.
- Diada de la Santa Creu.
- Halloween, 31 d'octubre.
- L'octubre se celebren les festes de Nicolau de Mira (talla recuperada actualment des de la dècada dels 60).
- També a l'actualitat la Mare de Déu del Roser es patrona de Churriana.

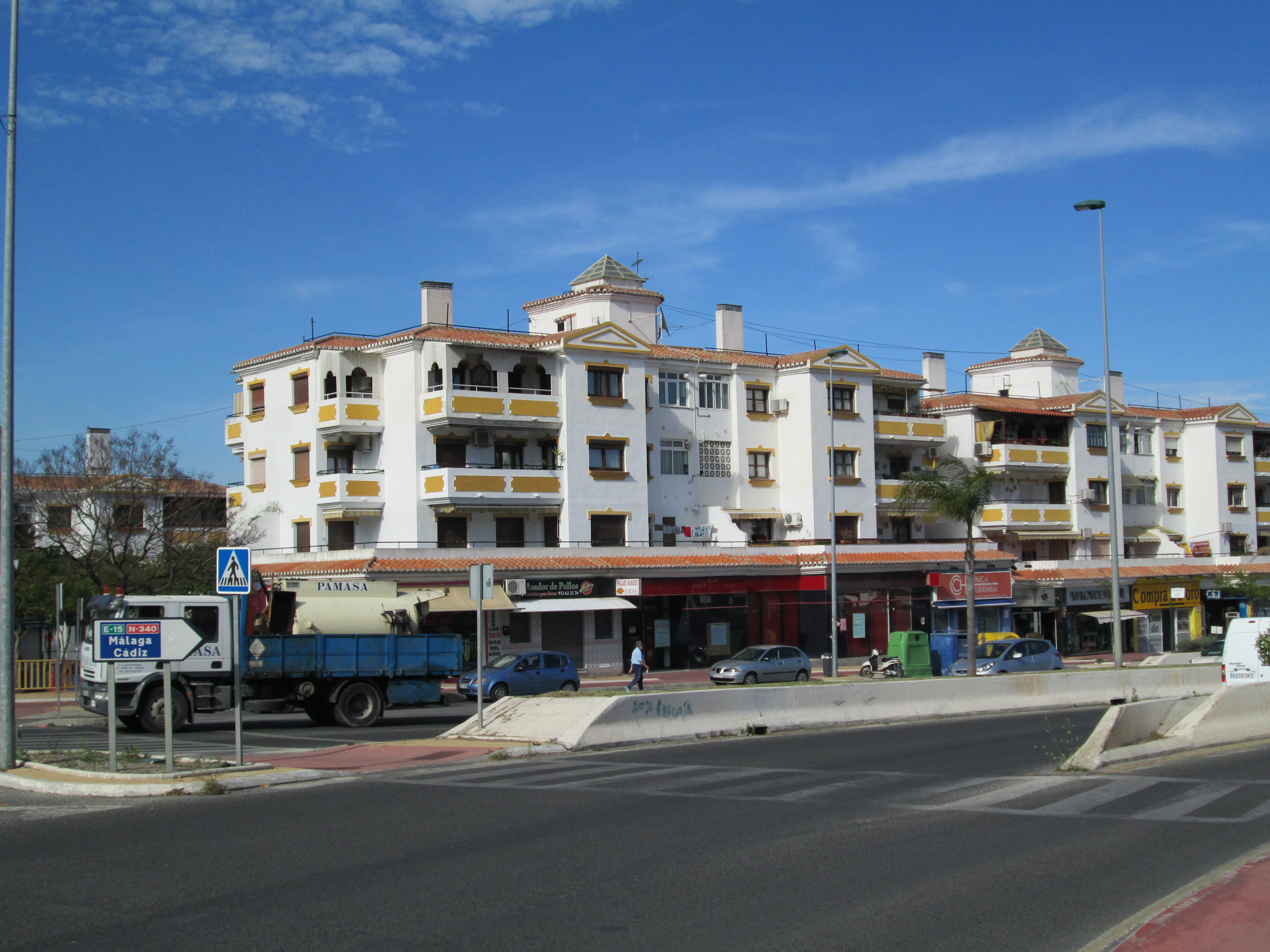

### Esports
Té un equip de futbol, C.D. Churriana, amb equips benjamí, aleví, infantil, cadet i juvenil. A més compta amb un equip sènior en la Primera Andalusa Gr3. El camp de futbol és l'Alfredo Viñolo, el qual va ser inaugurat el 4 d'abril de 2007 per l'actor malagueny Antonio Banderas i es troba a la zona de la Sínia. També té un equip de futbol sala, amb equips prebenjamín, benjamí, aleví, infantil, cadet i juvenil. Es troba a la zona de les Pedroses.

### Centres educatius
- Escola d'Hostaleria de la Cónsula
- C.I.I.P. Ciutat de Jaén
- C.I.I.P. Manuel Fernández
- C.I.I.P. Julio Car Baroja
- C.I.I.P. Rubén Díaz
- I.I.S. Jacaranda - I.S.O., Batxillerat i Escola d'Hostaleria
- I.I.S. Carlos Álvarez-

També compta amb nombroses instal·lacions esportives de pàdel i tennis on se celebren tornejos i classes de tennis. Dins d'aquestes instal·lacions també se situa una piscina pública i amb el seu respectiu gimnàs recentment fet.

## Població
Segons dades de l'Ajuntament de Màlaga de gener de 2019, en el districte Churriana estaven censats 20.142 ciutadans.

## Barris i llocs
Aeroport, Arraijanal, Buenavista, Butà, Campament Benítez, Parador Màlaga Golf Camino de la Pedrera de Medina, Camp de golf, la Canyada de Ceuta, Cementiri Churriana, Churriana, Mas de Maces, Mas San Isidro, Mas Sant Julián, Depuradora Guadalhorce, El Cuartón, El Figueral, El Olivar, El Retir, Finca La Hisenda, Finca Monsálvez, Guadalmar, Hisenda Platero, Heliomar, La Azucarera, La Caseta de Fusta, La Zitzània, La Sínia, La Tosca, Les Espeñuelas, El Picadero, Les Pedroses, Els Chochales, Els Gessamins, Les Deus, Les Paredasses, Els Paseros, Els Pins del Vedat, Els Rosers, Lourdes, Makro, Parc del Guadalhorce, Polígon Comercial Guadalhorce, Polígon Industrial Aeroport, Polígon Industrial El Álamo, Polígon Industrial El Tarajal, Polígon Industrial Guadalhorce, Polígon Industrial Haza de la Creu, Polígon Industrial KM.239 Ctra. N-340, Polígon Industrial El meu Màlaga, Polígon Industrial Santa Bàrbara, Polígon Industrial Santa Creu, Polígon Industrial Santa Teresa, Polígon Industrial Vila Rosa, Rojas, Sant Fernando, Sant Jerónimo, Sant Joan-El Albaricocal, Sant Julián, Santa Tecla, Vega d'Or, Wittenberg.

## Curiositats
Diverses parts de la pel·lícula El camí dels anglesos, dirigida per Antonio Banderes, va ser rodada en Churriana, podent observar-se la citada Plaça de la Higuereta, així com altres zones d'interès. Antigament anomenada "Ciriana", en el seu record encara porta aquest nom (Ciriano) el rierol que creua aquest barri malagueny. cal destacar també que el conegut jugador de golf Miguel Ángel Jiménez és originari d'aquesta localitat.
A principi del segle xx va ser poble, però en l'actualitat no és considerat així. Actualment és una barriada de Màlaga.
En els anys 60 hi havia una zona "Los portales de Crucé", els habitants dels quals van ser desallotjats per construir allí l'aeroport. Al voltant de l'any 2000, els habitants del Mas San Isidro i del Mas Montes també van ser desallotjats per fer una ampliació de l'Aeroport de Màlaga.
Existeixen alguns moviments independentistes dins d'un sector de la població per aconseguir la separació de Màlaga i tornar a la denominació de municipi que va perdre l'any 1905.

## Transport públic

### Línia C-1 Màlaga - Fuengirola
Article principal: Línia C-1 (Rodalies Màlaga)
La línia C1 del Rodalies Màlaga travessa Churriana d'est a oest i la comuniquen amb el centre de la ciutat i diversos municipis de la Costa del Sol Occidental mitjançant cinc estacions. La seva freqüència és d'un tren cada 20 minuts en tots dos sentits.

### Línies d'autobusos urbans
Amb autobús queda connectada mitjançant les següents línies de l'EMT,
| Línia     | Trajecte                                        | Recorregut | Freqüència   |
| --------- | ----------------------------------------------- | ---------- | ------------ |
| 9         | Albereda Principal - Churriana (Directe)        | Recorregut | 50 minuts    |
| 10        | Albereda Principal - Churriana                  | Recorregut | 40-45 minuts |
| 19        | Avinguda M. A. Heredia - Aeroport               | Recorregut | 55-60 minuts |
| 27        | Avinguda M. A. Heredia - Polígon I. Guadalhorce | Recorregut | 70-80 minuts |
| A Express | Passeig del Parc - Aeroport                     | Recorregut | 30-35 minuts |

### Línies d'autobusos interurbans
Les següents línies interurbanes del Consorci de Transport Metropolità de l'Àrea de Màlaga presten servei al seu territori (tant el nucli urbà de Churriana com a Encreuament de Churriana):
| Línia | Trajecte                                                   | Informació        |
| ----- | ---------------------------------------------------------- | ----------------- |
| M-123 | Churriana-Benalmàdena Costa                                | Horaris i Parades |
| M-132 | Màlaga-Alhaurín el Gran                                    | Horaris i Parades |
| M-133 | Màlaga-Alhaurín de la Torre-Pins de Alhaurín               | Horaris i Parades |
| M-136 | Cártama-Alhaurín de la Torre-Plaza Mayor                   | Horaris i Parades |
| M-230 | Màlaga-Coín (per Alhaurín de la Torre i Alhaurín el Gran)  | Horaris i Parades |
| M-334 | Màlaga-Guaro (per Alhaurín de la Torre i Alhaurín el Gran) | Horaris i Parades |